# Bergischer HC
Der Bergische Handball-Club 06 (kurz Bergischer HC oder einfach BHC) ist ein Handballverein aus den bergischen Städten Solingen und Wuppertal. Die erste Männer-Mannschaft des Clubs, dem das Bergische Land seinen Namen gibt, spielt in der Saison 2025/26 nach einem direkten Wiederaufstieg in der 1. Handball-Bundesliga. Die erste Frauen-Mannschaft spielt in der Saison 2025/26 in der 2. Handball-Bundesliga. 
In der ewigen Tabelle der Handball-Bundesliga steht der BHC auf dem 27. Platz. Für die Vermarktung und den Spielbetrieb sind die BHC Marketing GmbH (Männer) beziehungsweise BHC Frauen Bundesliga GmbH mit Sitz in Solingen zuständig. Spielstätte der Männer ist neben der Uni-Halle in Wuppertal auch die Mitsubishi-Electric-Halle in Düsseldorf. Die Frauen spielen in der Friedrich-Albert-Lange-Sporthalle in Solingen; auch die Nachwuchsmannschaften tragen ihre Heimspiele in Solingen aus.

## Männer

### Geschichte

#### Hintergrund – Zeit vor 2006 und Gründung
Nachdem die im Hallenhandball seit jeher erfolgreichsten bergischen Sportvereine (nach dem VfL Gummersbach), der LTV Wuppertal und die SG Solingen, in den späten 1990er- und frühen 2000er-Jahren mit einigen Spielzeiten in der Bundesliga ihre größten Erfolge erreicht hatten, klaffte nach 2002 plötzlich eine große Lücke im bergischen Spitzenhandball.
Nach vier Jahren im deutschen Oberhaus wurde der LTV nach dem Bundesliga-Abstieg 2001 (noch unter dem Namen HC Wuppertal) prompt bis in die Regionalliga durchgereicht und war gezwungen, seine Strukturen zu erneuern. Diese Maßnahme brachte ihnen zwar 2004 einen erneuten Aufenthalt in der 2. Bundesliga ein, dieser fiel aber wenig erfolgreich aus, denn nach nur zwei Jahren musste 2006 wieder der Gang in die Regionalliga angetreten werden.
Die SG Solingen, die von der PSVg Jahn Solingen und dem Sportring Solingen-Höhscheid-Widdert gebildet wird, konnte nach dem erstmaligen Bundesliga-Aufstieg im Jahr 2000 die Klasse nur für zwei Jahre halten und stieg 2002 durch eine Niederlage in der Relegation gegen den Wilhelmshavener HV wieder ab. In den darauffolgenden Spielzeiten in der 2. Bundesliga wurde vergeblich versucht wieder aufzusteigen, bevor in der Saison 2005/06 mit dem 14. Platz die mit Abstand schlechteste Saison der SGS seit Jahren zu Ende ging und das Bergische Land, das in den Jahren zuvor mit Bundesliga-Handball verwöhnt wurde, sich nunmehr mit dem Abstiegskampf in der zweiten Liga begnügen musste.
Angesichts dieses rapiden Leistungsabfalls beider Teams traten die SG Solingen und Stefan Adam, der damalige Manager des LTV Wuppertal und später des Bergischen HC, schon während der Saison 2005/06 in geheime Fusionsverhandlungen ein. Diese resultierten schließlich in einer Einigung, die aber von Funktionären und Fans des Langerfelder Turnvereins kategorisch abgelehnt wurde. Somit konnte Adam lediglich eine Teilfusion verwirklichen, die sich auf den Übertritt des Managements, des Kaders und des Hauptsponsors des LTV zum Solinger Rivalen beschränkte. Der LTV, gebeutelt von diesen elementaren Verlusten, konnte zwar noch eine Regionalligamannschaft auf die Beine stellen, diese war allerdings nicht konkurrenzfähig, was den direkten Absturz in die viertklassige Oberliga bedeutete. Heute spielt die erste Herren-Mannschaft des LTV Wuppertal in der fünftklassigen Oberliga Niederrhein.
Für die SG Solingen bedeutete dies allerdings die Umbenennung und somit die Wandlung zum bergischen Großverein, der Zuschauer aus dem gesamten bergischen Städtedreieck (Wuppertal – Solingen – Remscheid) anlocken soll. Die Spielorte des BHC sind seither die Wuppertaler Uni-Halle (bis 2011 die Sonnborner Bayer-Halle) und die Solinger Klingenhalle, auf die die Heimspiele so gut wie möglich jeweils zur Hälfte aufgeteilt werden.

### 2006 bis 2011 – Aufstiegskampf im Bundesliga-Unterhaus
Schon die erste Saison des neuentstandenen Bergischen HC stand unter der klaren Zielsetzung des Aufstiegs in die 1. Handball-Bundesliga. Allerdings scheiterten die „Löwen“ an dieser in den darauffolgenden Spielzeiten immer wieder knapp. In den ersten drei Jahren nach der Fusion musste man sich immer mit Plätzen hinter der Aufstiegs- bzw. Relegationszone begnügen. Anders war dies in der Saison 2009/10, als man nach einer starken Saison den zweiten Platz – lediglich hinter der TSG Friesenheim – belegte und sich somit für die Bundesliga-Relegation qualifizierte. Dort traf man auf den zweiten der Nord-Gruppe, den TV Emsdetten, der für sein Heimspiel in die Münsteraner Berg Fidel-Halle auswich, und dort mit 33:27 gewann. Im Rückspiel in der Wuppertaler Bayer-Halle musste der BHC lange einem Rückstand hinterherlaufen. Man gewann die Partie schließlich zwar noch mit 37:36, dies reichte aber natürlich nicht für den Einzug in die zweite Runde, in der der TV Emsdetten knapp am TSV Dormagen scheiterte und ebenfalls in der zweiten Liga verblieb. Gleiches Schicksal schien die Bergischen bis zum letzten Spieltag der Saison 2010/11 zu erwarten. Dort mussten sie am letzten Spieltag zum abstiegsbedrohten EHV Aue, während der um einen Punkt und eine deutlich bessere Tordifferenz überlegene TV Hüttenberg bei der ebenso abstiegsbedrohten HG Saarlouis antreten musste. Hüttenberg unterlag in einem knappen Spiel jedoch mit 36:35 und somit hatte der Bergische HC die große Chance zum Aufstieg. Diese konnten die „Löwen“ durch einen nervenaufreibenden 22:25-Auswärtserfolg nutzen und dem Bergischen Land somit zum ersten Mal seit neun Jahren wieder Bundesliga-Handball bescheren.
Im DHB-Pokal konnte man 2010 ebenfalls zum ersten Mal für bundesweite Aufmerksamkeit sorgen. Nach einem Achtelfinalerfolg gegen die TSG Friesenheim, erreichte man das Viertelfinale, in dem man mit 22:26 am Bundesligisten TuS N-Lübbecke scheiterte. Der Erfolg im Pokal konnte im darauffolgenden Jahr fortgesetzt werden. In der 3. Runde besiegte man nach einer starken zweiten Halbzeit, in der man nur neun Gegentore kassierte, den Bundesligisten HBW Balingen-Weilstetten mit 29:24. Im Achtelfinale wurde man erneut einem Bundesligisten zugelost. Diesmal war es der Spitzenclub Frisch Auf Göppingen, der in der Solinger Klingenhalle antreten musste. In einem spannenden Spiel, das der Bergische HC lange anführte, verloren die „Löwen“ erst nach Verlängerung mit 28:30.

### 2011 bis 2016 – Scheitern in der Bundesliga und Wiederaufstieg
Mit dem geschafften Aufstieg in die Bundesliga musste sich der BHC auf wichtigen Ebenen umorientieren. Dies traf weniger auf den Kader zu, der nicht wie bei vielen anderen Vereinen völlig umgekrempelt, sondern lediglich gezielt mit relativ wenigen Spielern verstärkt wurde, sondern noch viel mehr auf die Hallensituation im Bergischen Land. Hier sahen sich die Funktionäre mit dem Problem konfrontiert, dass beide Hallen, in denen der BHC seine Zweitligaheimspiele ausgetragen hatte, in ihrem damaligen Zustand in vielerlei Hinsicht nicht bundesligatauglich waren. Dies lag vor allem an der mangelnden Kapazität, der Belichtung und dem Hallenboden, aber auch an zu kleinen oder überhaupt nicht vorhandenen VIP-Bereichen und zusätzlichen Bestimmungen, die vor allem in der hohen Fernsehpräsenz begründet waren. Letztendlich entschied man sich dafür, die Bayer-Halle zugunsten der größeren Uni-Halle vorerst aufzugeben und die Klingenhalle kurzfristig bundesligatauglich aufzurüsten.
Spielerisch durften die Bergischen in der Hinserie ihrer ersten Bundesligasaison auf einige passable Auftritte zurückblicken. Zwar standen auf der Minus-Seite sehr schnell wesentlich mehr Punkte als auf Plus-Seite, aber vor allem durch wichtige Auswärtssiege gegen direkte Konkurrenten um die Nichtabstiegsplätze und nicht zuletzt durch einen euphorisch gefeierten 40:31-Erfolg gegen den etablierten SC Magdeburg, in dem Rückraumspieler Kenneth Klev zehn Tore erzielte, stand zur Jahreswende ein 15. Platz zu Buche, der zum Verbleib in der Bundesliga berechtigt hätte. Jedoch wurde diese günstige Ausgangsposition in der zweiten Saisonhälfte durch zahlreiche Heimniederlagen gegen schlagbare Gegner und nicht zuletzt durch eine spielerische Rehabilitation des VfL Gummersbach wieder verspielt. Somit musste erneut der Gang in die Zweitklassigkeit angetreten werden.
Im September 2012 kündigte Geschäftsführer Stefan Adam an, zum neuen Jahr zum deutschen Rekordmeister THW Kiel zu wechseln. Als Nachfolger fungiert seit Januar 2013 Jörg Föste, der wie auch Adam zu den Gründungsmitgliedern und dem bisherigen Vorstand gehört.
Durch einen 23:15-Auswärtserfolg beim HC Erlangen sicherte sich der BHC bereits fünf Spieltage vor Ende der Zweitliga-Saison 2012/13 den direkten Wiederaufstieg in die Handball-Bundesliga. Durch einen 21:18-Sieg beim TV 05/07 Hüttenberg wurde am vorletzten Spieltag zudem die Zweitliga-Meisterschaft gesichert. In den ersten fünf Spielen der Erstliga-Saison 2013/14 gelangen dem BHC vier Siege in Folge, unter anderem ein 34:27 gegen den amtierenden Champions-League-Sieger HSV Hamburg. In der Folge kam das Team bis zum Saisonende jedoch nur auf fünf weitere Siege und konnte erst am vorletzten Spieltag durch einen 26:25-Sieg beim Tabellenfünften Füchse Berlin den Klassenerhalt sichern.
In der folgenden Saison 2014/15 hielt sich der Verein zu Saisonbeginn lange in der oberen Tabellenhälfte auf, beendete die Saison nach nur wenigen Rückrundensiegen aber auf Rang 14. Die bis dato beste Saison spielte der BHC 2015/16, als man in der Liga – auch dank des Rückzugs des HSV Hamburg – Rang 12 erreichte und ins Halbfinale des DHB-Pokals einzog.

### 2016 bis 2019 – Erneuter Abstieg, direkter Wiederaufstieg und Rekordsaison
Nach dem 12. Platz in der Vorsaison ging man in die Saison 2016/17 mit dem Ziel, sich weiter in der 1. Bundesliga zu etablieren und möglichst wenig mit dem Abstiegskampf zu tun zu haben. Nach einer positiv verlaufenen Vorbereitung konnte man sich in der 1. Runde des DHB-Pokals mit Siegen gegen den TV Emsdetten und die HSG Krefeld erfolgreich für das Achtelfinale qualifizieren. Der Start in die Bundesliga misslang jedoch zunächst, die ersten 4 Spiele gingen verloren. Viktor Szilágyi, der seine Karriere am Ende der Vorsaison beendet und den Posten des sportlichen Leiters beim BHC übernommen hatte, kehrte aufgrund zahlreicher Verletzten in der Mannschaft am 5. Spieltag überraschend als Spieler zurück. Prompt konnten das Auswärtsspiel in Wetzlar sowie das Heimspiel gegen Minden gewonnen werden, auch im Auswärtsspiel bei Göppingen gewann man durch ein 26:26 einen Punkt. Dies sollten jedoch für lange Zeit die letzten Punkte des BHC bleiben. Die komplette Hinrunde gab es keinen weiteren Punktgewinn, sodass man nach der Hinrunde mit 5:29 Punkten abgeschlagen Tabellenletzter war. Ebenso schied man gegen Balingen im Achtelfinale des DHB-Pokals aus.
Aufgrund dieser Negativserie geriet Trainer Sebastian Hinze mehr und mehr in die Kritik. In der Winterpause entschieden die Verantwortlichen jedoch, am Trainer festzuhalten. Als Vorgabe für die Rückrunde wurden 8 Siege ausgegeben, um den Klassenerhalt zu schaffen. Nachdem man zu Beginn der Rückrunde eine bittere 26:35-Heimniederlage gegen Abstiegskonkurrent TVB Stuttgart hinnehmen musste, konnten am 20. Spieltag schließlich mit dem überraschenden 29:30-Auswärtssieg beim amtierenden Weltpokalsieger Füchse Berlin die nächsten Punkte gefeiert werden. Jedoch musste dieser Sieg mit einem Riss des vorderen und hinteren Kreuzbandes bei Viktor Szilágyi, dessen Karriere hiermit endgültig beendet wurde, teuer bezahlt werden. Bis zum Ende der Saison konnten die vorgegebenen 8 Siege mit weiteren Siegen gegen Coburg, Lemgo, Göppingen, Erlangen, Balingen-Weilstetten, Gummersbach und Hannover-Burgdorf eingefahren werden, zudem gab es ein Unentschieden gegen Wetzlar. Insgesamt sammelte der BHC in der Rückrunde 17 Punkte, sodass am Saisonende eine Punkteausbeute von 22:46 und damit eine bessere als in der Vorsaison stand. Aufgrund des schlechteren Torverhältnisses zum punktgleichen VfL Gummersbach musste am Ende jedoch trotz des Erreichens der vorgegebenen acht Siege der Gang in die 2. Liga angetreten werden. Die Entscheidung fiel hierbei am letzten Spieltag, an dem der BHC zu Hause gegen Hannover und Lemgo gegen Gummersbach antreten musste. Gummersbach war aufgrund des deutlich besseren Torverhältnisses de facto schon vor dem Spieltag gerettet, Lemgo stand einen Punkt vor dem BHC auf dem 15. Platz. Dieser erledigte mit einem 32:24-Heimsieg zwar seine Hausaufgaben, konnte aufgrund des zeitgleichen 32:31-Erfolges von Lemgo den Abstieg jedoch nicht mehr verhindern.
Zur Saison 2017/18 wurde ein personeller Umbruch eingeleitet. Mit Csaba Szücs, Max Darj, Milan Kotrč, Bastian Rutschmann, Maximilian-Leon Bettin, Linus Arnesson und Leoš Petrovský konnten sieben neue Spieler verpflichtet werden, während mit Björgvin Páll Gústavsson, Moritz Preuss, Maximilian Hermann, Alexander Hermann, Nils Artmann, Christian Hoße, Ace Jonovski, Uroš Vilovski und Pouya Norouzi Nezhad neun Spieler den Verein verließen.
Die Vorbereitung auf die neue Saison verlief positiv. Im Trainingslager in der Steiermark wurde der österreichische Bundesligist HSG Remus Bernbach/Köflach mit 32:19 deutlich geschlagen. Beim Vorbereitungsturnier im hessischen Linden (Linden-Cup) konnte mit Siegen gegen die Erstligisten HSG Wetzlar (29:26) sowie den Aufsteiger TV Hüttenberg (29:22) ein erstes Ausrufezeichen gesetzt werden. Lediglich dem späteren Turniersieger SC DHfK Leipzig musste man sich mit 24:20 geschlagen geben. Das Highlight der Vorbereitung markierte das Testspiel gegen den amtierenden Champions-League-Sieger RK Vardar Skopje, der in der Solinger Klingenhalle mit 27:25 besiegt werden konnte. Den Auftakt in die Pflichtspielsaison bildete das Final-Four-Turnier zur ersten Runde des DHB-Pokals. Mit Siegen gegen den Drittligisten Leutershausen (34:25) und den bereits beim Linden-Cup bezwungenen Erstligisten TV Hüttenberg (26:22) konnte sich der BHC für das Achtelfinale qualifizieren, in welchem er jedoch der HSG Wetzlar knapp mit 27:28 unterlag und somit aus dem Pokal ausschied.
Den Auftakt in die neue Zweitliga-Saison konnte man mit einem 26:23-Heimsieg gegen den Aufsteiger HC Elbflorenz aus Dresden erfolgreich gestalten. Nachdem man die ersten 15 Liga-Spiele alle für sich entscheiden konnte – was einen Start-Rekord für die eingleisige 2. Liga bedeutete – musste man erst bei der 25:30-Heimniederlage am 16. Spieltag gegen den VfL Lübeck-Schwartau den ersten Punktverlust hinnehmen. Die Hinrunde schloss man in der Folge ohne weitere Niederlage mit 36:2 Punkten ab.
In die Rückrunde startete der BHC mit fünf weiteren Siegen, bevor man am 25. Spieltag das Heimspiel gegen den ASV Hamm-Westfalen mit 25:27 verlor und so die zweite Saison-Niederlage kassierte. Die nächsten sechs Spiele konnten aber wieder gewonnen werden und bereits am 31. Spieltag machte der BHC mit einem 35:22-Heimsieg über den Wilhelmshavener HV den direkten Wiederaufstieg perfekt. Die Meisterschaft sicherte man sich am 34. Spieltag mit einem 31:27-Heimsieg gegen den direkten Konkurrenten SG BBM Bietigheim. In den letzten Saisonspielen leisteten sich die Löwen keinen Punktverlust mehr und konnten so mit 70:6 Punkten einen neuen Rekord für die eingleisige zweite Liga aufstellen.
In die Pflichtspielsaison 2018/19 startete der Bergische HC mit dem „First-Four“-Turnier im DHB-Pokal, das in Pfullingen ausgetragen wurde. Das Halbfinale (1. Runde) bestritt der BHC gegen Drittligist HG Saarlouis und konnte das Spiel mit einem 36:11-Sieg klar für sich entscheiden. Im Finale (2. Runde) traf man auf den Gastgeber und ebenfalls Drittligisten VfL Pfullingen, der im anderen Halbfinale überraschend gegen den Erstligisten Die Eulen Ludwigshafen gewonnen hatte. Trotz einer kleineren Schwächephase konnte man am Ende auch dieses Spiel deutlich für sich entscheiden und gewann mit 35:22. Somit standen die Löwen im Achtelfinale des DHB-Pokals, in welchem sie zuhause auf den Titelverteidiger Rhein-Neckar Löwen trafen und diesem erst nach Verlängerung unterlagen.
Auch in der Liga sorgte der BHC für Aufsehen. Nach dem 27:23-Auftaktsieg gegen die Eulen Ludwigshafen machte man unter anderem mit zwei 35:26-Heimsiegen gegen den TBV Lemgo und den HC Erlangen auf sich aufmerksam, die Teil des besten Saisonstarts in der Vereinsgeschichte waren (14:4 Punkte). Im Laufe der Saison konnte man sich im oberen Tabellendrittel festspielen, sicherte sich mit einem 29:22-Auswärtssieg beim VfL Gummersbach bereits am 25. Spieltag – und damit so früh wie noch nie zuvor – den Klassenerhalt und durfte nach Heimsiegen gegen die direkten Konkurrenten MT Melsungen und Füchse Berlin sogar noch auf Platz fünf oder sechs und somit eine EHF-Cup-Teilnahme in der nächsten Saison hoffen. Zwar verpasste man diese letztendlich aufgrund von Niederlagen gegen die Eulen Ludwigshafen und den Meister SG Flensburg-Handewitt, nichtsdestotrotz beendete man die Saison als zweitbester Aufsteiger in der Bundesliga-Geschichte mit 38:30 Punkten auf dem siebten Platz, was sowohl in Bezug auf Platzierung als auch in Bezug auf Punkteausbeute einen neuen Vereinsrekord bedeutete.

### 2019 bis heute – Mittelfeldplatzierungen und dritter Abstieg
In der Saison 2019/20 gewann man im DHB-Pokal das First-Four-Turnier in Pforzheim mit zwei Siegen gegen die TGS Pforzheim und gegen den HC Elbflorenz und zog so in das Pokal-Achtelfinale ein, das man mit 24:27 gegen Lemgo verlor.
Der Start in die HBL verlief mit fünf Punkten aus den ersten vier Spielen erfolgreich. Es folgten einige Niederlagen, zwei Unentschieden sowie Siege gegen unter anderem Erlangen und den TVB Stuttgart. Nach zwischenzeitlich fünf Niederlagen hintereinander konnte erst am 20. Spieltag gegen die HSG Nordhorn-Lingen wieder ein Sieg gefeiert werden – das 31:18 war der bisher höchste Bundesliga-Sieg in der Geschichte des Bergischen HC. Auf den Heimsieg folgten nach der EM-Pause drei weitere Niederlagen, unter anderem ein 20:21 gegen die SG Flensburg-Handewitt aufgrund eines von Jim Gottfridsson verwandelten direkten Freiwurfs nach Ablauf der Spielzeit. Am 24. Spieltag konnte man einen wichtigen 28:27-Heimsieg gegen die TSV Hannover-Burgdorf feiern und sich so Luft im Abstiegskampf verschaffen. Bis zum Abbruch der Saison aufgrund der COVID-19-Pandemie folgte neben mehreren Niederlagen noch ein 26:26-Unentschieden gegen die Füchse Berlin, sodass man die Saison quotientengleich mit dem HC Erlangen aufgrund des besseren Torverhältnisses auf Rang 13 abschloss.
Die Saison 2020/21, die mit 20 Mannschaften ausgetragen wurde, beendete man mit 35 Punkten auf Platz 12. In der darauffolgenden Saison erreichte man mit Platz 11 die zweitbeste Platzierung überhaupt und konnte unter anderem zum ersten Mal einen Auswärtssieg gegen die SG Flensburg-Handewitt feiern. Auch in der Saison 2022/23 erreichte man nach dem Abschied des langjährigen Trainers Sebastian Hinze unter der Leitung von Jamal Naji mit Platz 12 eine Platzierung im Mittelfeld.
In der Saison 2023/24 verlor man die ersten drei Spiele, darunter gegen die Aufsteiger ThSV Eisenach und HBW Balingen-Weilstetten, mit je einem Tor. Nachdem man sich zwischenzeitlich stabilisiert hatte, folgte eine Serie von zwölf Erstliga-Niederlagen in Folge (wettbewerbsübergreifend sogar 13), was letztlich zur Entlassung Najis führte. In der Folge fungierten Arnór Þór Gunnarsson und Markus Pütz als Interimstrainer. Obwohl man unter ihnen aus den letzten sechs Spielen noch sieben Punkte holte und so auf 20 Zähler kam, was in allen vorherigen Saisons mit zwei Absteigern zum Klassenerhalt gereicht hätte, stieg man als Tabellen-17. zum dritten Mal in der Vereinsgeschichte in die 2. Bundesliga ab. In der darauffolgenden Saison gelang dem Bergischen HC der sofortige Wiederaufstieg.

### Platzierungen seit 2006
| Saison  | Liga              | Rang | Punkte | Tore      | Aufstieg/Abstieg     | Pokal         |
| ------- | ----------------- | ---- | ------ | --------- | -------------------- | ------------- |
| 2006/07 | 2. Bundesliga Süd | 03   | 45:23  | 956:903   |                      | 3. Runde      |
| 2007/08 | 2. Bundesliga Süd | 05   | 39:29  | 1024:972  |                      | 1. Runde      |
| 2008/09 | 2. Bundesliga Süd | 03   | 44:24  | 1096:998  |                      | 2. Runde      |
| 2009/10 | 2. Bundesliga Süd | 02   | 49:19  | 1030:927  | Aufstiegs-Relegation | Viertelfinale |
| 2010/11 | 2. Bundesliga Süd | 01   | 54:14  | 1052:902  | Aufstieg             | Achtelfinale  |
| 2011/12 | Bundesliga        | 16   | 17:51  | 921:1037  | Abstieg              | 3. Runde      |
| 2012/13 | 2. Bundesliga     | 01   | 57:15  | 1102:941  | Aufstieg             | 3. Runde      |
| 2013/14 | Bundesliga        | 15   | 22:46  | 934:1010  |                      | 2. Runde      |
| 2014/15 | Bundesliga        | 14   | 28:44  | 982:1064  |                      | 2. Runde      |
| 2015/16 | Bundesliga        | 12   | 19:45  | 815:911   |                      | Halbfinale    |
| 2016/17 | Bundesliga        | 16   | 22:46  | 868:954   | Abstieg              | Achtelfinale  |
| 2017/18 | 2. Bundesliga     | 01   | 70:6   | 1132:918  | Aufstieg             | Achtelfinale  |
| 2018/19 | Bundesliga        | 07   | 38:30  | 891:880   |                      | Achtelfinale  |
| 2019/20 | Bundesliga        | 13   | 20:34  | 709:728   |                      | Achtelfinale  |
| 2020/21 | Bundesliga        | 12   | 35:41  | 1037:1019 |                      |               |
| 2021/22 | Bundesliga        | 11   | 29:39  | 851:885   |                      | Achtelfinale  |
| 2022/23 | Bundesliga        | 12   | 30:38  | 955:997   |                      | Achtelfinale  |
| 2023/24 | Bundesliga        | 17   | 20:48  | 965:1047  | Abstieg              | Achtelfinale  |
| 2024/25 | 2. Bundesliga     | 01   | 58:10  | 1080:929  | Aufstieg             | Achtelfinale  |

### Saison 2025/26

#### Aktueller Kader
| Nr. | Nat.        | Name                   | Position | Geburtsdatum       | Größe  | Im Verein seit | Vertrag bis | Letzter Verein           |
| --- | ----------- | ---------------------- | -------- | ------------------ | ------ | -------------- | ----------- | ------------------------ |
| 1   | Deutschland | Christopher Rudeck     | TW       | 15. Oktober 1994   | 2,00 m | 2015           | 2027        | Mors-Thy Håndbold        |
| 16  | Deutschland | Lukas Diedrich         | TW       | 28. März 2000      | 1,90 m | 2024           | 2026        | TuSEM Essen              |
| 2   | Deutschland | Noah Beyer             | LA       | 15. Mai 1997       | 1,80 m | 2022           | 2026        | TUSEM Essen              |
| 4   | Deutschland | Elias Scholtes         | RR       | 17. August 2003    | 1,90 m | 2023           | 2026        | Rhein-Neckar Löwen       |
| 6   | Deutschland | Soeren Servos          | RL       | 2. Juli 2006       | 1,93 m | 2023           | 2028        | eigene Jugend            |
| 8   | Deutschland | Nico Schöttle          | RL       | 2. August 2003     | 2,00 m | 2025           | 2027        | TVB 1898 Stuttgart       |
| 13  | Finnland    | Robin Granlund         | RL       | 19. April 1999     | 2,07 m | 2024           | 2026        | Eskilstuna Guif          |
| 14  | Litauen     | Gerdas Babarskas       | RL       | 14. Februar 1994   | 1,98 m | 2024           | 2027        | Pays d’Aix UC            |
| 15  | Niederlande | Lars Kooij             | KM       | 11. August 2000    | 1,99 m | 2025           | 2027        | RK Vardar Skopje         |
| 18  | Deutschland | Yannick Fraatz         | RA       | 12. August 1999    | 1,85 m | 2018           | 2026        | HSG Nordhorn-Lingen      |
| 19  | Tschechien  | Tomáš Babák            | RM       | 28. Dezember 1993  | 1,86 m | 2016           | 2027        | TSV St. Otmar St. Gallen |
| 20  | Agypten     | Belal Ibrahim Massoud  | LA       | 8. Februar 2004    | 1,87 m | 2024           | 2027        | Al Ahly SC               |
| 23  | Deutschland | Joshua Thiele          | KM       | 10. Juni 1998      | 1,93 m | 2024           | 2026        | VfL Potsdam              |
| 27  | Deutschland | Ben Theis              | LA       | 7. April 2006      | 1,82 m | 2019           |             | eigene Jugend            |
| 33  | Deutschland | Eloy Morante Maldonado | RM/RL    | 25. Februar 1998   | 1,87 m | 2023           | 2026        | TUSEM Essen              |
| 46  | Deutschland | Julian Fuchs           | RA       | 2. März 2001       | 1,80 m | 2024           | 2026        | MT Melsungen             |
| 49  | Deutschland | Aron Seesing           | KM       | 14. Januar 2003    | 1,96 m | 2023           | 2026        | TSV Bayer Dormagen       |
| 53  | Deutschland | Sören Steinhaus        | RM/RL    | 15. Dezember 2003  | 1,97 m | 2024           | 2027        | TSV Bayer Dormagen       |
| 77  | Deutschland | Johannes Wasielewski   | RR       | 22. September 1997 | 1,98 m | 2024           | 2026        | HSG Nordhorn-Lingen      |

Legende:
- TW = Torwart
- RL = Rückraum Links
- RM = Rückraum Mitte
- RR = Rückraum Rechts
- LA = Linksaußen
- KM = Kreismitte
- RA = Rechtsaußen

#### Trainer- und Betreuerstab
| Name                 | Amt                | Nationalität | Geburtsdatum     |
| -------------------- | ------------------ | ------------ | ---------------- |
| Arnór Þór Gunnarsson | Trainer            | Island       | 23. Oktober 1987 |
| Markus Pütz          | Trainer            | Deutschland  | 5. März 1986     |
| Fabian Gutbrod       | Sportlicher Leiter | Deutschland  | 1. Juli 1988     |
| Oliver Schumacher    | Athletiktrainer    | Deutschland  |                  |
| Siegfried Knapik     | Zeugwart           | Deutschland  | 8. Mai 1944      |
| Jan Artmann          | Team-Assistent     | Deutschland  | 23. Mai 1991     |
| Dr. Frank Seidel     | Mannschaftsarzt    | Deutschland  |                  |
| Mathias Haide        | Physiotherapeut    | Deutschland  |                  |
| Franziska Wittig     | Physiotherapeutin  | Deutschland  | 7. Juli 1995     |

#### Transfers zur Saison 2025/26
| Zugänge              | Zugänge       | Zugänge           |
| Nation               | Name          | abgebender Verein |
| -------------------- | ------------- | ----------------- |
| Deutschland          | Nico Schöttle | TVB Stuttgart     |
| Niederlande          | Lars Kooij    | RK Vardar Skopje  |
| Stand: 23. Juli 2025 |               |                   |

| Abgänge              | Abgänge             | Abgänge                  |
| Nation               | Name                | aufnehmender Verein      |
| -------------------- | ------------------- | ------------------------ |
| Island               | Tjörvi Týr Gíslason | HC Oppenweiler/Backnang  |
| Island               | Arnór Viðarsson     | Fredericia HK (Leihende) |
| Deutschland          | Djibril M’Bengue    | SG BBM Bietigheim        |
| Stand: 23. Juli 2025 |                     |                          |

#### Transfers zur Saison 2026/27
| Zugänge              | Zugänge              | Zugänge              |
| Nation               | Name                 | abgebender Verein    |
| Stand: 30. Juli 2025 | Stand: 30. Juli 2025 | Stand: 30. Juli 2025 |
| -------------------- | -------------------- | -------------------- |

| Abgänge               | Abgänge      | Abgänge             |
| Nation                | Name         | aufnehmender Verein |
| --------------------- | ------------ | ------------------- |
| Deutschland           | Aron Seesing | Rhein-Neckar Löwen  |
| Stand: 1. August 2025 |              |                     |

### Weitere Männer-Mannschaften
Die zweite Mannschaft des BHCs spielt in der Saison 2025/26 nach einem Abstieg in der Oberliga (5. Liga). Darüber hinaus gibt es noch drei weitere Herren-Mannschaften, die in den unteren Ligen aktiv sind.

### Auszeichnungen
Die Männermannschaft wurde in Solingen zur Mannschaft des Jahres 2009, 2010, 2011, 2013, 2015, 2017, 2018 und 2019 gewählt. Auch die Vorgängervereine erhielten mehrfach diesen Titel.

## Frauen

### Geschichte
Die 1. Damenmannschaft startete 2016 in der Kreisliga und stieg 2024 nach sieben Aufstiegen in Folge in die 2. Bundesliga auf.

### Saison 2024/25

#### Aktueller Kader
| Nr. | Nat.        | Name                 | Position | Geburtsdatum       | Größe  | Im Verein seit | Vertrag bis | Letzter Verein              |
| --- | ----------- | -------------------- | -------- | ------------------ | ------ | -------------- | ----------- | --------------------------- |
| 1   | Deutschland | Natascha Krückemeier | TW       | 5. Februar 1993    | 1,75 m | 2024           |             | 1. FSV Mainz 05             |
| 93  | Ukraine     | Yelyzaveta Salimova  | TW       | 15. August 1994    | 1,75 m | 2022           |             | Azeryol HC                  |
| 2   | Deutschland | Annalena Welsch      | RM       | 8. August 1996     | 1,66 m | 2022           |             | TuS Königsdorf              |
| 3   | Deutschland | Prudence Kinlend     | RM       | 29. März 1992      | 1,74 m | 2024           |             | TuS Lintfort                |
| 6   | Deutschland | Leonie Kockel        | RR       | 20. Januar 2000    | 1,74 m | 2024           |             | HSG Bensheim/Auerbach       |
| 7   | Deutschland | Henriette Clauberg   | RL       | 17. Oktober 2000   | 1,74 m | 2023           |             | TuS Lintfort                |
| 9   | Deutschland | Franziska Thomas     | RM       | 27. September 2006 | 1,73 m | 2023           |             | HSV Solingen-Gräfrath       |
| 10  | Norwegen    | Sofie Hansson Lloyd  | LA       | 24. September 2001 | 1,63 m | 2024           |             | Oppegård IL                 |
| 11  | Deutschland | Lucy Krahwinkel      | RA       | 5. November 2005   | 1,67 m | 2016           |             | eigene Jugend               |
| 13  | Niederlande | Djazzmin Trabelsi    | LA       | 13. März 1998      | 1,66 m | 2024           |             | Füchse Berlin               |
| 14  | Kroatien    | Vesna Tolić          | RL       | 21. August 1992    | 1,86 m | 2024           |             | Füchse Berlin               |
| 19  | Deutschland | Lina Seiffarth       | KM       | 20. Februar 2007   | 1,82 m | 2024           |             | HSV Solingen-Gräfrath       |
| 22  | Deutschland | Lea Friderike Albers | KM       | 11. Januar 2001    | 1,73 m | 2022           |             | TuS Königsdorf              |
| 24  | Deutschland | Hannah Kamp          | RA       | 24. Oktober 1999   | 1,69 m | 2024           |             | 1. FSV Mainz 05             |
| 28  | Niederlande | Yara Vlaswinkel      | RL       | 21. Juni 2005      |        | 2025           |             | TuS 97 Bielefeld-Jöllenbeck |
| 44  | Deutschland | Emily Kramer         | KM       | 18. Juli 2005      | 1,71 m | 2023           |             | HSV Solingen-Gräfrath       |
| 79  | Deutschland | Lea Liebetrau        | RM       | 24. April 2005     | 1,75 m | 2024           |             | Buxtehuder SV               |

Legende:
- TW = Torwart
- RL = Rückraum Links
- RM = Rückraum Mitte
- RR = Rückraum Rechts
- LA = Linksaußen
- KM = Kreismitte
- RA = Rechtsaußen

#### Trainer- und Betreuerstab
| Name                 | Amt               | Nationalität | Geburtsdatum    |
| -------------------- | ----------------- | ------------ | --------------- |
| Kerstin Reckenthäler | Trainerin         | Deutschland  | 19. Juni 1982   |
| Stefanie Osenberg    | Co-Trainerin      | Deutschland  | 14. Januar 1968 |
| Natalie Hagel        | Torwart-Trainerin | Deutschland  | 20. August 1985 |

## Junioren
- Die weibliche A-Jugend spielt in der Saison 2025/26 in der A-Jugend-Bundesliga (JBLH), die männliche A-Jugend in der 2. JBLH. Der größte Erfolg der Jungen war der Gewinn der Deutschen Meisterschaft im Jahr 2007 (als SG Solingen BHC).

- Die männliche B-Jugend spielt in der Saison 2025/26 in der B-Jugend-Bundesliga.

- Auch die männliche C-Jugend ist in der höchsten Spielklasse ihrer Altersstufe vertreten, der Regionalliga.